# Epimenia allohaemata
Epimenia allohaemata is een Solenogastressoort uit de familie van de Epimeniidae. De wetenschappelijke naam van de soort is voor het eerst geldig gepubliceerd in 1997 door Salvini-Plawen.